# Bestiarium

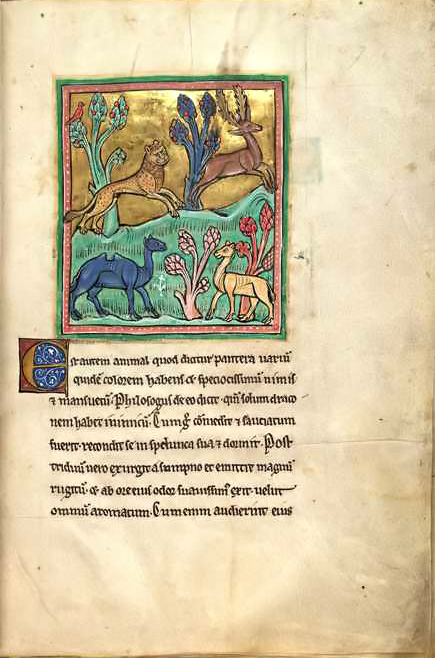
Folio 7r ur Rochester-bestiariet (1200-talet)

Ett bestiarium är ett medeltida verk som i ord och bild skildrar olika djur.  Dessa är mer sakligt beskrivande men omfattar även fantastiska skildringar av fabeldjur. För medeltidsmänniskan existerade drakar,  enhörningar, kentaurer och fauner som verkliga väsen. Texten innehåller ofta en moralisk lärdom, ofta med en tydlig kristen koppling.
De äldsta bestiarierna är från tidigkristen tid, till exempel "Physiologus", troligen författad i Alexandria på 100-talet e. Kr. De tidigaste varianterna är ofta förhållandevis sakliga men kompletteras senare ofta med kristna allegorier med djuren som symboler för Kristus eller Djävulen. Efterhand upptogs inte bara djur i bestiarierna utan även växter, metaller, himlakroppar och föremål. Från 400-talet e. Kr. översattes Physiologus till ett flertal språk och kom att utöva stort inflytande över den medeltida världsbilden.
Philip de Thaon, en nordfransk präst, författade omkring 1130 en mystisk-symbolisk förklaring till Physiologus, där djur och ädelstenar tolkades som till frälsningen hörande personer eller egenskaper. I Norden finns två fragment av bestiarier från 1200-talets Island bevarade. Dyalogus Creaturarum Moralizatus (”Skapelsens sedelärande samtal”), Sveriges första tryckta bok, är en sen utlöpare av samma tradition. Även självständiga bestiarier, som Richard de Fournivals Le bestiaire d'amour. Då naturvetenskaplig zoologisk litteratur började ges ut under 1500-talet förlorade genren sin betydelse.